# Leucopis grunini
Leucopis grunini is een vliegensoort uit de familie van de Chamaemyiidae. De wetenschappelijke naam van de soort is voor het eerst geldig gepubliceerd in 1979 door Tanasijtshuk.